# Barnahomlokú fenyőpapagáj
A barnahomlokú fenyőpapagáj (Rhynchopsitta terrisi) a madarak osztályának papagájalakúak (Psittaciformes) rendjébe és a papagájfélék (Psittacidae) családjába és az araformák (Arinae) alcsaládjába tartozó faj.

## Rendszerezése
A fajt Robert Thomas Moore amerikai üzletember és ornitológus írta le 1947-ben.

## Előfordulása
Mexikó területén honos. Természetes élőhelyei a szubtrópusi vagy trópusi hegyi esőerdők. Állandó, nem vonuló faj.

## Megjelenése
Átlagos testhossza 45 centiméter, testtömege 392-468 gramm.

## Természetvédelmi helyzete
Az elterjedési területe nagyon kicsi, a mezőgazdaság, a fakitermelés, a tüzek és az aszály miatt még csökken is, egyedszáma 1000–2499 példány közötti és szintén csökken. A Természetvédelmi Világszövetség Vörös listáján veszélyeztetett fajként szerepel.